# Вилен
Вилен (на френски: Vilaine; на бретонски: Gwilen) е река в Западна Франция (департаменти Майен, Ил и Вилен, Атлантическа Лоара и Морбиан). вливаща се в Атлантическия океан. Дължина 218 km, площ на водосборния басейн 9500 km².

## Географска характеристика
Река Вилен води началото си на 177 m н.в., от южните склонове на Армориканското възвишение, в западната част на департамента Майен. По цялото си протежение тече предимно в югозападна посока през северозападната, хълмиста част на обширната Лоарска низина в широка и плитка долина, с бавно и спокойно течение, като над 150 km от долното и средното ѝ течение е канализирано чрез водозащитни диги. Влива се чрез естуар, дълъг над 10 km в северната част на Бискайския залив, на Атлантическия океан в югоизточната част на департамента Морбиан.
Водосборният басейн на Вилен обхваща площ от 9500 km². Речната ѝ мрежа е двустранно развита. На запад и север водосборният басейн на Вилен граничи с водосборните басейни на реките Блаве, Он, Трийо, Ранс и Куенон, вливащи се директно в Атлантическия океан, а на изток и юг – с водосборните басейни на реките Мен, Ердър и други по-малки, десни притоци на Лоара.
Основни притоци:
- леви – Сеш (97 km, 820 km²), Семнон (73 km, 496 km²), Шер (65 km, 455 km²), Дон (92 km, 620 km²);
- десни – Мьо (84 km, 468 km²), Уест (145 km, 3630 km²).

Река Вилен има предимно дъждовно подхранване и е пълноводна целогодишно. Среден годишен отток в долното течение 91 m³/sec.

## Стопанско значение, селища
Вилен има важно нранспортно значение. Чрез изградена система от шлюзове реката е плавателна за плиткогазещи речни съдове на 145 km от устието си (до град Рен). Чрез изградени плавателни санали е свързана на север със залива Сен Мало, а на северозапад и югоизток чрез плавателния канал „Брест – Нант“ с пристанищата Брест и Нант.
Долината на реката е гъсто заселена, като най-големите селища са градовете: Витре, Рен и Редон (департамент Ил и Вилен), Ла Рош Бернар (департамент Морбиан).